# Platja de Bon Capó
La platja de Bon Capó, o cala Bon Capó, és una platja urbana del municipi de l'Ametlla de Mar (Baix Ebre) situada davant de la urbanització Les Roques Daurades, al final del barranc de Bon Capó, entre la platja de Bon Caponet, al nord-est, i la Punta de l'Estany, al sud-oest, que la separa del Port de l'Estany i la platja de l'Estany. Està flanquejada per un gran hotel. Té una longitud de 83 metres i una amplada mitjana de 40 metres, formada per sorra fina, mitjana i còdols. Al fons marí hi ha formacions rocoses que configuren un sinuós recorregut de passadissos i cavitats que els bussejadors aprecien.